# Chomelia dimorpha
Chomelia dimorpha là một loài thực vật có hoa trong họ Thiến thảo. Loài này được Rusby mô tả khoa học đầu tiên năm 1925.